# شورای موسیقی رادیو
شورائی متشکل از بزرگان موسیقی و ادب در رادیو بود که تا زمان انقلاب اسلامی شعر و ترانه و آهنگهارا از لحاظ قابل پخش بودن از رادیو بررسی می‌نمود. 
افرادی همچون رکن الدین مختاری، علی تجویدی، حبیب الله بدیعی، علینقی وزیری، رهی معیری و... عضو این شورا بوده‌اند.